# Manuel Rius
Manuel Rius y Rius (Barcelona, 1883-Barcelona, 1971) fue un político español. 

## Biografía
Nació en Barcelona en 1883. Hijo de Francisco de Paula Rius y Taulet —antiguo alcalde de Barcelona—, llegó a ostentar el título nobiliario de II marqués de Olérdola.
Influido por Jaime Carner, abrazó el republicanismo catalanista y llegó a ser miembro del Centre Nacionalista Republicà, pero poco después se decidió por el liberalismo contrario al autonomismo republicano. También fue concejal del Ayuntamiento de Barcelona por la Esquerra Catalana. En febrero de 1916 fue nombrado alcalde de Barcelona por el ministro Santiago Alba, cargo que ejercería hasta junio de 1917. En 1919 sería uno de los fundadores de la Unión Monárquica Nacional junto a Alfonso Sala. Bajo las siglas de esta formación concurrió a las elecciones generales de 1920 y 1923, obteniendo acta de diputado en ambos comicios.
Durante la dictadura de Primo de Rivera fue un miembro destacado de la Feria de Muestras de Barcelona.